# Уайнстин, Реймонд
Реймонд Аллен Уайнстин (англ. Raymond Allen Weinstein; 25 апреля 1941, Нью-Йорк) — американский шахматист, международный мастер (1961).

## Шахматная карьера
Чемпион США среди юношей 1958 года. Бронзовый призёр чемпионата США 1960/1961 (после Р. Фишера и У. Ломбарди).
В составе сборной США участник следующих соревнований:
- 4 командных чемпионата мира среди студентов (1960—1961, 1963—1964). Сборная США занял 1-е место в 1960 и 2-е в 1961. Дополнительно показал лучший результат в индивидуальном зачёте в 1960 (+1 −2 =1, на 3-й доске) и 1961 (+8 −1 =2, на 2-й доске).
- 14-й Олимпиада (1960) в Лейпциге (+6 −1 =1). Сборная США заняла 2-е место.

После убийства соседа по палате в психиатрическом диспансере заключён в психиатрическую лечебницу в 1964 году.